# Dodge Performance of the Year
Die Dodge Performance of the Year war eine Eishockey-Auszeichnung in der National Hockey League.
Sie wurde zur Saison 1987/88 erstmals vergeben. Gewinner konnte sowohl ein Spieler, aber auch ein Team sein. Mit Mario Lemieux und Wayne Gretzky gewannen die beiden Superstars die Trophäe, bevor sie nach zwei Jahren wieder eingestellt wurde.

## Dodge Performance of the Year-Gewinner
| Jahr | Spieler       | Team                |
| ---- | ------------- | ------------------- |
| 1989 | Wayne Gretzky | Los Angeles Kings   |
| 1988 | Mario Lemieux | Pittsburgh Penguins |